# کاسپر ترهو
کاسپر ترهو (انگلیسی: Casper Terho؛ زادهٔ ۲۴ ژوئن ۲۰۰۳) بازیکن فوتبال اهل فنلاند است.
وی همچنین در تیم‌های ملی فوتبال زیر ۱۶ سال، زیر ۱۷ سال، زیر ۱۹ سال و زیر ۲۱ سال فنلاند بازی کرده‌است.